# Etisus dentatus
Etisus dentatus är en kräftdjursart som först beskrevs av J. F. W. Herbst 1785.  Etisus dentatus ingår i släktet Etisus och familjen Xanthidae. Inga underarter finns listade i Catalogue of Life.